# Vita Semerenková
Vita Oleksandrivna Semerenková (nepřechýleně Semerenko, ukrajinsky Вікторія Олександрівна Семеренко; (* 18. ledna 1986 Sumy) je ukrajinská biatlonistka a olympijská vítězka z ženské štafety ze sočské olympiády.
Na Mistrovství světa 2008 v Östersundu získala stříbrnou medaili s ukrajinskou ženskou štafetou, což zopakovala ještě o pět let později v Novém Městě na Moravě. Nejlepších individuálních výsledků na světových šampionátech dosáhla v roce 2011, 2012 a 2013, kde získala vždy jednu bronzovou medaili – v roce 2010 ve vytrvalostním závodě, v letech 2012 a 2013 ve sprintu. Je také dvojnásobnou stříbrnou medailistku z juniorského světového šampionátu a několikanásobnou medailistkou z evropských šampionátů.
Biatlonistkou je i její dvojče Valj.

## Výsledky

### Olympijské hry a mistrovství světa
| Sezóna  | D   | Místo                | SP  | SZ  | HZ  | IZ  | ŠT  | SŠT | SZD | Věk    |
| ------- | --- | -------------------- | --- | --- | --- | --- | --- | --- | --- | ------ |
| 2006/07 | MS  | Anterselva           | 12. | 20. | 20. | 20. | 9.  | –   | ×   | 21 let |
| 2007/08 | MS  | Östersund            | 35. | DNS | 4.  | 13. | 2.  | –   | ×   | 22 let |
| 2008/09 | MS  | Pchjongčchang        | 26. | 19. | 4.  | 12. | DNS | –   | ×   | 23 let |
| 2009/10 | ZOH | Vancouver            | 33. | 41. | –   | 22. | 6.  | ×   | ×   | 24 let |
| 2009/10 | MS  | Chanty-Mansijsk      | ×   | ×   | ×   | ×   | ×   | 6.  | ×   | 24 let |
| 2010/11 | MS  | Chanty-Mansijsk      | 17. | 17. | 24. | 3.  | DSQ | 8.  | ×   | 25 let |
| 2011/12 | MS  | Ruhpolding           | 3.  | 8.  | 7.  | 16. | 6.  | 14. | ×   | 26 let |
| 2012/13 | MS  | Nové Město na Moravě | 3.  | 9.  | 4.  | 5.  | 2.  | –   | ×   | 27 let |
| 2013/14 | ZOH | Soči                 | 3.  | 10. | 16. | 28. | 1.  | –   | ×   | 28 let |
| 2017/18 | ZOH | Pchjongčchang        | 14. | 18. | 23. | 63. | 11. | –   | ×   | 32 let |
| 2018/19 | MS  | Östersund            | 76. | –   | –   | –   | 3.  | 7.  | –   | 33 let |
| 2019/20 | MS  | Anterselva           | 11. | 39. | –   | 29. | 3.  | –   | –   | 34 let |
| 2020/21 | MS  | Pokljuka             | –   | –   | –   | 41. | –   | –   | –   | 35 let |

Poznámka: Výsledky z mistrovství světa se započítávají do celkového hodnocení světového poháru, výsledky z olympijských her se dříve započítávaly, od olympijských her v Soči 2014 se nezapočítávají.

## Vítězství v závodech světového poháru

### Kolektivní
| Č. | datum            | místo                | disciplína |
| -- | ---------------- | -------------------- | ---------- |
| 1. | 7. ledna 2009    | Oberhof, Německo     | štafeta    |
| 2. | 3. ledna 2013    | Oberhof, Německo     | štafeta    |
| 3. | 7. prosince 2013 | Hochfilzen, Rakousko | štafeta    |